# Гюнтер Нетцер
Гюнтер Нетцер (нім. Günter Netzer, нар. 14 вересня 1944, Менхенгладбах) — німецький футболіст, півзахисник. По завершенні ігрової кар'єри — спортивний функціонер.
Як гравець насамперед відомий виступами за клуби «Боруссія» (Менхенгладбах) та «Реал Мадрид», а також національну збірну Німеччини.
Дворазовий чемпіон Німеччини. Володар Кубка Німеччини. Дворазовий володар Кубка Іспанії з футболу. Дворазовий чемпіон Іспанії. У складі збірної — чемпіон Європи та чемпіон світу.

## Клубна кар'єра
Народився 14 вересня 1944 року в місті Монхенгладбах. Вихованець футбольної школи клубу «Монхенгладбах».
У дорослому футболі дебютував 1963 року виступами за команду клубу «Боруссія» (Менхенгладбах), в якій провів десять сезонів, взявши участь у 230 матчах чемпіонату. Більшість часу, проведеного у складі «Боруссії», був основним гравцем команди. У складі «Боруссії» був одним з головних бомбардирів команди, маючи середню результативність на рівні 0,36 голу за гру першості.
Своєю грою за цю команду привернув увагу представників тренерського штабу клубу «Реал Мадрид», до складу якого приєднався 1973 року. Відіграв за королівський клуб наступні три сезони своєї ігрової кар'єри. Граючи у складі мадридського «Реала» також здебільшого виходив на поле в основному складі команди. За цей час двічі виборював титул чемпіона Іспанії.
Завершив професійну ігрову кар'єру у клубі «Грассгоппер», за команду якого виступав протягом 1976—1977 років.

## Виступи за збірну
1965 року дебютував у офіційних матчах у складі національної збірної Німеччини. Протягом кар'єри в національній команді, яка тривала 11 років, провів у формі головної команди країни 37 матчів, забивши 6 голів.
У складі збірної був учасником чемпіонату Європи 1972 року в Бельгії, здобувши того року титул континентального чемпіона, а також домашнього для німців чемпіонату світу 1974 року, на якому вони стали найсильнішою командою світу.

## Титули і досягнення

### Командні
- Чемпіон Німеччини (2):

«Боруссія» (Менхенгладбах): 1969-70, 1970-71
- Володар Кубка Німеччини (1):

«Боруссія» (Менхенгладбах): 1972-73
- Володар Кубка Іспанії з футболу (2):

«Реал Мадрид»: 1973-74, 1974-75
- Чемпіон Іспанії (2):

«Реал Мадрид»: 1974-75, 1975-76
- Чемпіон Європи (1):

1972
- Чемпіон світу (1):

1974

### Особисті
- Футболіст року в Німеччині: 1972, 1973[4]